# Hugo Krueger (Manager)

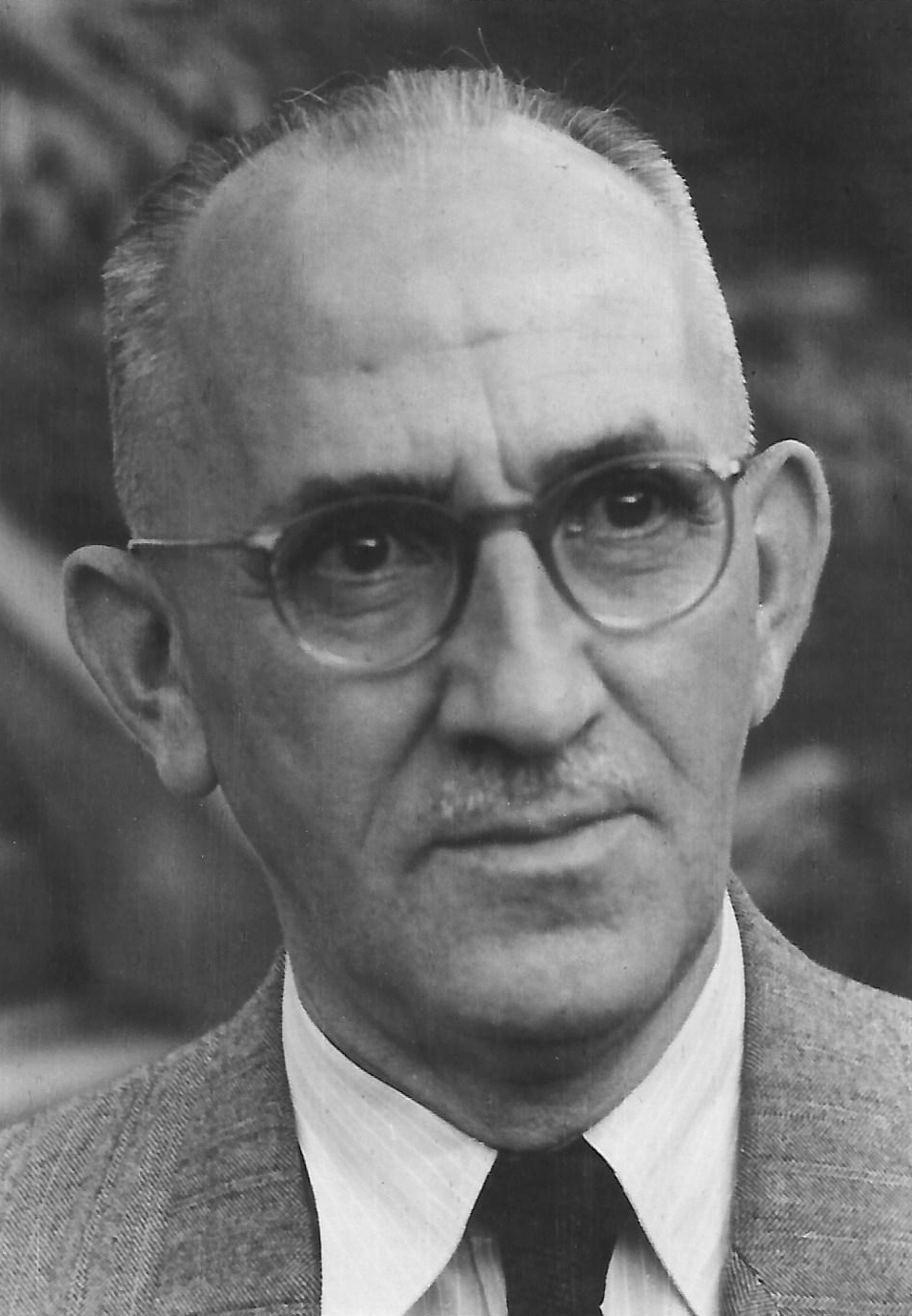
Hugo Krueger

Hugo Krueger (* 8. Oktober 1887 in Buckau (Magdeburg); † 5. April 1964 in Körbecke (Möhnesee)) war ein deutscher Bergwerksdirektor. Für seine Verdienste in zahlreichen Ausschüssen und leitenden Positionen, in denen er insbesondere Forschungsarbeiten auf dem Gebiet des Kokereiwesens voran getrieben hatte, erhielt er 1962 das Große Bundesverdienstkreuz.

## Familie und Ausbildung
Hugo Krueger war das dritte von vier Kindern von Gustav Krueger (1853–1913) und Caroline (1853–1929), geborene Helms. In Biebrich (Wiesbaden) legte er die Reifeprüfung ab und studierte nach einem Praktikum Hüttenkunde an der Bergakademie Clausthal sowie in Berlin und Breslau. Dort bestand er das Examen und wurde 1913 mit einer Dissertation über "Die Anwendbarkeit von Koksofengas, Hochofengas und Mischungen aus beiden für die Beheizung von Siemens-Martin-Öfen" zum Dr.-Ing. promoviert.
1920 bewarb sich Marie Hofmeister (1894–1962) bei Hugo Krueger als Büroleiterin. Noch im selben Jahr heirateten sie. Die Ehe blieb kinderlos.

## Berufliche Laufbahn
Seine erste berufliche Wirkungsstätte in einem Hüttenwerk bei Antwerpen musste Hugo Krueger zu Kriegsbeginn 1914 verlassen, aber da waren seine Kenntnisse und Fähigkeiten so bekannt, dass er nicht einberufen wurde, sondern eine Stelle bei der Fa. Krupp in Rheinhausen erhielt. Im Alter von 32 Jahren wurde er Technischer Direktor bei Dr. C. Otto & Comp. in Bochum, wo er auch seine spätere Ehefrau kennenlernte.
Nach einer zweijährigen Tätigkeit als Vorstandsmitglied der Maschinenfabrik BAMAG-Meguin in Berlin trat Krueger 1927 in den Vorstand der Niederschlesischen Bergbau AG (Waldenburg, heute: Wałbrzych) ein. Als Leiter des gesamten Kokereiwesens gab er wichtige Impulse zur gründlichen Erforschung des Verkokungsvorgangs der schwer verkokbaren schlesischen Kohle. Besonders wichtig war ihm dabei die industrielle Verwendung der bei der Verkokung nebenbei entstehenden Stoffe wie Schwefel, Benzol und Teer wie auch Stadtgas, was dazu führte, dass Krueger als der Vater der schlesischen Ferngasversorgung gilt. Krueger meldete Patente für Feueranzünder an, in denen Kohle und Teerrückstände statt knapp vorhandenen Erdölprodukten und Holz genutzt werden konnten. Auch die erste vollkontinuierliche Benzoldestillation Deutschlands wurde aufgrund seiner Anregungen errichtet. 1942 berief man Hugo Krueger in den Vorstand der Harpener Bergbau AG in Dortmund. Hier leitete er die Sparten Kokereiwesen, Kohleveredelung und Ferngasversorgung und gab wieder wichtige Impulse für grundlegende Forschungen. Dazu gehörte die Spektroskopie. Krueger war Gründungsmitglied und Vorsitzender der Gesellschaft zur Förderung der Spektrochemie und angewandten Spektroskopie in Dortmund. In dieser Zeit machte er sich auch um den Wiederaufbau des deutschen Kokereiwesens verdient.
Im Rahmen seines Engagements für die Verwertung von Kokereiprodukten wurde Hugo Krueger Aufsichtsratsvorsitzender der Imhausen-Chemie, der Ruhr-Stickstoff AG und der später von der Schering AG übernommenen Chemische Werke Bergkamen AG. Außerdem war er Mitglied der Aufsichtsräte der Rütgerswerke AG in Frankfurt am Main, der Ruhrchemie sowie der Didier-Werke. Darüber hinaus war er Mitglied in diversen Verbänden des Ruhrbergbaus. Aufgrund seiner jahrelangen Mitwirkung als Vorsitzender wurde er zum Ehrenmitglied des Deutschen Kokereiausschusses sowie des Fachverbandes Kohlechemie ernannt.
Im Jahr 1956 trat Krueger in den Ruhestand und wurde zu seinem 75. Geburtstag 1962 für sein Wirken für Staat und Wirtschaft mit dem Großen Bundesverdienstkreuz ausgezeichnet.

## Christliches Engagement
Als gläubiger Christ trat Krueger während seines Studiums in Breslau in die Deutsche Christliche Studentenvereinigung ein. Während des Kirchenkampfes war er Mitglied der Bekennenden Kirche und gehörte nach deren Spaltung der Christophori-Synode an. 
Bei der Schlesischen Synode der Bekennenden Kirche am 24. Mai 1935 in der Christóphorikirche in Breslau hielt er ein eindrucksvolles Referat über Gemeindeaufbau. 
Darauf folgte nach dem Krieg seine Mitgliedschaft im Bruderrat der EKD, wo er an der Neuordnung der Kirche in Dortmund mitwirkte. Er arbeitete in der Leitung der Evangelischen Kirche von Westfalen und war Vorstandsvorsitzender des Evangelischen Diakonissenhauses für die Grafschaft Mark und das Siegerland zu Witten an der Ruhr.